# شاور بن مجیر السعدی
شاور بن مجیر السعدی (عربی: شاور بن مجير السعدي، آوانگاری: Shāwar ibn Mudjīr as-Saʿdī؛ – ۲۵ ژانویهٔ ۱۱۶۹) رهبر خلافت فاطمیان بود.